# José Silva Santisteban
José Silva Santisteban Bringas (Cajamarca, 13 de marzo de 1825 - Lima, 1 de agosto de 1889) fue un abogado y político peruano.

## Biografía
Nació en Cajamarca en 1825, hijo de Juan Silva Santisteban Caballero y Nicolasa Bringas Medina.
Realizó sus estudios en el Colegio Central de Ciencias y Artes de Cajamarca. Se mudó a Lima, en donde estudió Jurisprudencia en el Colegio Nuestra Señora de Guadalupe.
Obtuvo el grado de bachiller en Sagrados Cánones en la Universidad de San Marcos en 1849. Obtuvo el título de Abogado en 1851.
Trabajó en el Colegio Nuestra Señora de Guadalupe, en donde fue profesor de Gramática y Geometría (1848) y de Legislación y Derecho Penal (1849-1850).
En febrero de 1851 fue nombrado rector del Colegio de Ciencias de San Miguel en Piura, cargo que ocupó hasta 1853
Fue redactor del quincenario La Aurora ,de Cajamarca.
En 1854 se mudó a Lima, en donde se asoció con Pedro Gálvez Egúsquiza y fundaron el Liceo de Lima. En dicho plantel enseñó Economía Política. 
Fue catedrático de Derecho Natural en la Universidad de San Marcos.
En 1855 fue designado oficial mayor del Ministerio de Justicia y Culto. Además, fue uno de los socios fundadores del Club Nacional, establecido en Lima el 19 de octubre de 1855.
En 1856 fue designado vocal de la Corte Superior de Justicia de Trujillo.
Fue Senador y Constituyente en el Congreso Constituyente del Perú (1860) y en la Asamblea Constituyente del Perú (1884)

## Obras
- Curso de derecho constitucional (Lima, 1856; Lima, 1859; París 1874; París 1891; París 1914)